# CEROレーティング18才以上のみ対象ソフトの一覧

CEROレーティング18才以上のみ対象ソフトの一覧（セロレーティング18さいいじょうのみたいしょうのソフトいちらん）は、コンピュータエンターテインメントレーティング機構（CERO）によるレーティングで「18才以上のみ対象とする表現内容が含まれていること」を表示し、「18才未満の方には販売しておりません」旨が記載されたゲームソフトの一覧である。「CERO：Z（18才以上のみ対象）」に指定されたソフトの第1号はXbox 360用「デッドライジング」（発売元：カプコン、2006年9月28日発売）。

## 概要
2006年2月以前の旧区分で「18才以上対象」とされたゲームソフトは再審査で「CERO：Z（18才以上のみ対象）」と「CERO：D（17才以上対象）」（購入の規制がなされないレーティングの限度）の2段階に変更し直されることになった。
主に、過度に残虐な悪印象を与える殺傷・暴力、犯罪、出血などの表現を含むソフトが規制の対象となり（そのため、「Z」区分ソフトのコンテンツアイコンは「暴力、犯罪」またはいずれか一方のみしか割り当てられていない）、当時の神奈川県知事松沢成文が『グランド・セフト・オートIII』および全シリーズを有害図書へ指定したことを機に、全国の青少年保護育成条例においても「CERO：Z（18才以上のみ対象）」に区分されるソフトを全て有害図書へ指定し、規制を強化する動きが広まるようになった。
なお、「CERO倫理規定・第7条 禁止表現」および「別表3」により、性行為や排泄・性器の表現を用いることは禁止されているため、性的な描写（半裸・下着や肌の露出など）を含むことで「Z」区分に指定されているソフトは発売されていない（きわどい性的描写を含むため、「（旧）18才以上対象」に指定されたソフトは全て「CERO：D（17才以上対象）」へと引き下げられている）。たとえば、PlayStation 5版『バルターズ・ゲート3』の場合、オリジナル版からCERO倫理規定に抵触する要素が削除されており、キャラクターカスタマイズ画面においては主人公の局部に葉っぱが付いた状態で表示される。制定当初はZ指定の作品の多くが日本国外の作品であり、2010年の時点では日本で製作された作品は全体の1割にも満たないとされていたが、2010年代後半より日本製作のZ指定作品が増加している。他方、『NINJA GAIDEN：マスターコレクション Version D』のように、特定ハードユーザーへの配慮から、残虐表現を抑えた「D」区分のバージョンを用意した例もあった。
（旧）18才以上対象から「Z」区分に変更されたソフトには、「暴力」または「犯罪」以外のコンテンツアイコンが表記されたソフトも含まれているため、（旧）18才以上対象から「Z」区分に変更されたソフトは全てコンテンツアイコンが「不明」に変更されている。
なお、CEROレーティング制定前に発売された作品の場合、レーティングが適用されたハードへの移植に際し、「Z」区分に割り振られた例もある。たとえばNINTENDO64用ソフト『ゴールデンアイ 007』は定額制サービス『NINTENDO 64 Nintendo Switch Online』（C区分）の追加パック『NINTENDO 64 Nintendo Switch Online 18+』（「Z」区分）にて配信された。ニュースサイト「AUTOMATON」のAyuo Kawaseは残酷表現ゆえに別枠での配信にしたのだろうと分析している。
以下においては旧基準からの移行についてはその旨を表記する。

## 独自規制の影響
「Z」区分になるとメーカーのイメージダウンを招く恐れがあることや、一部の量販店で「Z」区分ソフトの販売を拒否される場合もあるため、販売面で不利になる。そのため、ゲーム機メーカーにより「Z」に区分されるソフトの発売に対して厳に規制を課す場合もあれば、あまり規制されない場合もある。
ソニー・インタラクティブエンタテインメント（SIE、旧称・SCE）はCEROの審査の上にいわゆる「ソニーチェック」も被せているため、「Z」区分であっても他機種で可能だった表現が修正されていたり、『ダークセクター』や『ノーモア★ヒーローズ 英雄たちの楽園』のように、SCE製ハード版ではわざとレーティングを「D」区分に落として発売するケースがある。2018年より規制が一層厳しくなり、他機種版や自社ゲーム機の旧版と比べて表現を大幅に変更せざるを得なかったソフトも存在する（『ノラと皇女と野良猫ハート HD』、『ネコぱらVol.1 ソレイユ開店しました!』など）。
対して、任天堂製のハードではCERO以上の独自規制がないため、SIE以上の表現の許容度を持っている（上記の両作及び『Killer7』など）。但し、Wii（2010年2月発売の『マッドワールド』以降）・Wii U・ニンテンドー3DS用ゲームソフトのパッケージ版に於いて、レーティングが「CERO：C（15才以上対象）」以上のものは黒基調のパッケージを採用する。Nintendo Switch以降はダウンロードのみで販売される作品の一部はIARCの認証のみを受ければよいケースが増えたため、さらに表現規制が低下している。
なお、5pb.（現在のMAGES.）社長の志倉千代丸はトークイベントの中で「表現の幅はPCの次にXbox 360」と述べており、一部の作品はSCE製ハードでは展開しない方針を採っていることを明らかにしている。但し、マイクロソフトの思惑により性的な表現を抑えられたゲームソフトも存在する（『ぎゃる☆がん』など）。Xbox One以降はXbox全体でリージョンロックを廃止したため、表現規制は日本のゲームにおいてむしろ強化されたことから、CERO:Zであるかどうかに関係なくギャルゲーがほとんど発売されなくなった。
また、ニンテンドーeショップなどのダウンロード版のゲームストアでは、18歳以上のみ対象のゲームはダウンロード版は販売されず、パッケージ版のみ販売されていることが多い。

## 任天堂 ハード
ニンテンドー3DS、ゲームボーイアドバンスには該当ソフトが存在しない。

### Nintendo Switch
- レッド・デッド・リデンプション（リマスター版）（リマスター版）
- L.A.ノワール（リマスター版）（リマスター版）（暴力、犯罪）
- アンセスターズレガシー（暴力）
- 侍道外伝 KATANAKAMI（暴力）
- Dying Light platinum edition（暴力）
- The Elder Scrolls V：SKYRIM（暴力、犯罪）
- DOOM（暴力）
- Wolfenstein II: The New Colossus（暴力）
- Wolfenstein: YOUNG BLOOD（暴力）
- アサシン クリード オデッセイ クラウドバージョン（暴力、犯罪）
- アサシンクリードIIIリマスター（暴力、犯罪）
- ゴーストランナー（暴力）
- アサシンクリードリベルコレクション（暴力、犯罪）
- BIOHAZARD 7 resident evil cloud version（暴力、犯罪）
- 真 流行り神1・2パック（暴力、犯罪）
- 真 流行り神3（暴力）
- AI: ソムニウム ファイル（暴力、犯罪）
- the outer worlds（暴力、犯罪）
- Saints Row:The Third（暴力、犯罪）
- friday the 13th: the game（暴力）
- The Sinking City（暴力）
- 死噛 〜シビトマギレ〜
- 月姫 -A piece of blue glass moon-（暴力、犯罪）
- デッドバイデイライト（暴力）
- ディヴィニティ：オリジナル・シン2　ディフィニティブエディション（暴力）
- デストロイ オール ヒューマンズ!
- エイリアン　アイソレーション（暴力）
- METRO リダックスダブルパック（暴力）
- ゾンビアーミー トリロジー（暴力）
- ボーダーランズ レジェンダリーコレクション（暴力）
- バイオショックコレクション（暴力）
- Saints Row IV リエレクテッド（暴力、犯罪）
- NINJA GAIDEN：マスターコレクション[11]
- ノーモア★ヒーローズ（暴力、犯罪）
- ノーモア★ヒーローズ2 デスパレート・ストラグル（暴力、犯罪）
- コール・オブ・クトゥルフ
- ノーモア★ヒーローズ3（暴力）
- Vampyr（暴力）
- メイドインアビス 闇を目指した連星（暴力）
- ラスラー ～中世のならず者～
- グランド・セフト・オート:トリロジー:決定版（暴力、犯罪）
- ロリポップチェーンソー RePOP
- シャドウ・オブ・ザ・ダムド：ヘラ リマスタード

ニンテンドーeショップ配信タイトル
- 滅やばたにえん（犯罪）
- リディーマー僧侶の怒り（暴力）
- アルカディ・スミスの事件簿（暴力、犯罪）
- アメリカン・フュージティブ（暴力、犯罪）
- METRO ラストライトリダックス（暴力）
- バイオショック2 リマスター（暴力）
- バイオショックインフィニット　コンプリートコレクション（暴力）
- ゴールデンアイ 007
- パーフェクトダーク

### Wii U
- ウォッチドッグス（暴力、犯罪）
- アサシン クリードシリーズ（暴力、犯罪）
  - アサシン クリード III
  - アサシン クリード IV ブラック フラッグ
- コール オブ デューティ ブラックオプス II 吹き替え版（暴力）
- NINJA GAIDEN 3 Razor's Edge（暴力）[12]

### Wii
- マッドワールド（暴力）[13]

### ニンテンドーDS
DSiウェア配信ソフトには該当ソフトが存在しない。 
新規に「CERO：Z（18才以上のみ対象）」へ指定されたソフト
- グランド・セフト・オート・チャイナタウンウォーズ（暴力、犯罪）

### ニンテンドーゲームキューブ
「18才以上対象」から変更されたソフト
- killer7（セクシャル→暴力）

## ソニー・インタラクティブエンタテインメント ハード

### PlayStation 5
- アウトライダーズ（暴力）
- ELEX II（暴力）
- Observer： System Redux（暴力）
- Outward（暴力）
- アサシン クリード ヴァルハラ（暴力、犯罪）
- ウォッチドッグス レギオン（暴力、犯罪）
- ヴァンパイア：ザ・マスカレード スワンソング
- ガングレイヴゴア（暴力、言葉・その他）
- グランド・セフト・オートV（暴力、犯罪）
- ゴーストランナー（暴力）
- Ghost of Tsushima（暴力）
- コール オブ デューティ ブラックオプス コールドウォー（暴力）
- コールオブデューティ ヴァンガード
- コールオブデューティ モダンウォーフェア3（暴力）
- ゴッサムナイツ（暴力）
- ゴッド・オブ・ウォー ラグナロク（暴力）
- サイバーパンク2077（暴力、犯罪）
- クアリー ～悪夢のサマーキャンプ
- ザ・パーシステンス Enhanced
- Chivalry 2
- Saints Row:The Third
- セインツロウ（暴力、犯罪）
- ダイイングライト2 ステイ ヒューマン
- ダンジョンズアンドドラゴンズ：バルダーズ・ゲート３
- Dead by Daylight（暴力）
- deathloop
- デストロイ オール ヒューマンズ！2 - リプローブド
- ネクロムンダ：ハイヤードガン
- ノーモア★ヒーローズ3（暴力）
- バイオハザードヴィレッジ

CERO：D（17才以上対象）版と併売。
- バイオハザード RE:4（暴力）
- バック・フォー・ブラッド
- ヒットマン3
- プレイグ テイル －イノセンス－
- ロボコップ:ローグ シティ（暴力）
- ロリポップチェーンソー RePOP
- シャドウ・オブ・ザ・ダムド：ヘラ リマスタード

### PlayStation 4
- アンセスターズレガシー
- far cry 6
- Fallout 4（暴力、犯罪）
- fallout76（暴力）
- Friday the 13th: The Game（暴力）[14]
- predator:hantingGrounds（暴力）
- マッドマックス（暴力）
- マフィア III（暴力、犯罪）
- LET IT DIE（暴力）
- METRO　エクソダス（暴力）
- サイコブレイク（暴力、犯罪）

CERO：D（17才以上対象）版を購入後、DLCでCERO：Z（18才以上のみ対象）がプレイ可能になる。
- サイコブレイク2（暴力）
- バイオハザード7 レジデント イービル（暴力、犯罪）

CERO：D（17才以上対象）版と併売。
- バイオハザード RE:2（暴力）

CERO：D（17才以上対象）版と併売。
- バイオハザード RE:3（暴力）

CERO：D（17才以上対象）版と併売。
- バイオハザード ヴィレッジ（暴力、犯罪）

CERO：D（17才以上対象）版と併売。
- バイオハザード RE:4
- Prey（暴力）
- プレイグテイル-イノセンス-（暴力）
- 祝姫 -祀-（犯罪）
- ライズオブザトゥームレイダー（暴力）
- AI: ソムニウム ファイル（暴力）
- WORLD WAR Z（暴力）
- レムナント フロム・ジ・アッシュ（暴力）
- マフィア コンプリートエディション（暴力、犯罪）
- マフィア トリロジーパック（暴力、犯罪）
- コール・オブ・クトゥルフ（暴力）
- マンイーター（暴力）
- ワーウルフ：ジ・アポカリプス（暴力）
- メイドインアビス 闇を目指した連星（暴力）
- ノーモア★ヒーローズ3（暴力）
- ロリポップチェーンソー RePOP
- シャドウ・オブ・ザ・ダムド：ヘラ リマスタード

PS Store配信ソフト
- リディーマー僧侶の怒り（暴力）
- デストロイオールヒューマンズ!（暴力）
- デスペラードスIII（暴力、犯罪）
- Mortal shell（暴力）
- キングダムズ・オブ・アマラー：リレコニング（暴力、犯罪）

### PlayStation Vita
- アサシン クリード III レディ リバティ（暴力、犯罪）
- 真 流行り神（犯罪）
- 真 流行り神2（暴力）
- THE WALKING DEAD（暴力、犯罪）
- ウォーキング・デッド シーズン2（暴力、犯罪）
- CHAOS;HEAD DUAL（暴力、犯罪）
  - CHAOS;HEAD NOAH（犯罪）- PSP・PS3版はCERO：D（17才以上対象）
- CHAOS;CHILD（暴力、犯罪）
- かまいたちの夜 輪廻彩声（犯罪）
- 祝姫 -祀-（犯罪）
- デッドネーション（暴力）

### PlayStation 3
- アサシン クリードシリーズ（暴力、犯罪）
  - アサシン クリード
  - アサシン クリード II
    - アサシン クリード II スペシャルエディション

  - アサシン クリード ブラザーフッド
    - アサシン クリード ブラザーフッド スペシャルエディション

  - アサシン クリード III
  - アサシン クリード リベレーション　
  - アサシンクリードIV ブラックフラッグ
- アーミー オブ ツー: The 40th Day（暴力、犯罪）
- アリス マッドネス リターンズ（犯罪）
- INFAMOUS〜悪名高き男〜（暴力）
- inFAMOUS 2（暴力、犯罪）
- ウォッチドッグス（暴力、犯罪）
- L.A.ノワール（暴力、犯罪）
- キラー・イズ・デッド（暴力）
- グランド・セフト・オートシリーズ（暴力、犯罪）
  - グランド・セフト・オートIV
  - グランド・セフト・オート・エピソード・フロム・リバティーシティ
  - グランド・セフト・オートIV コンプリート・エディション
  - グランド・セフト・オートV
- ゴッド・オブ・ウォーIII（暴力）
- God of War: Ascension（暴力）
- ゴッドファーザー ドン・エディション（暴力、犯罪）
- コール オブ デューティ ブラックオプス（暴力）
- コール オブ デューティ モダン・ウォーフェア3（暴力）
- コール オブ デューティ ブラックオプス2（暴力）
- コール オブ デューティ アドバンスド・ウォーフェア（暴力、犯罪）
- コール オブ デューティ ブラックオプス3（暴力）
- ザ・ダークネス（犯罪）
- ザ・ハウス・オブ・ザ・デッド オーバーキル:ディレクターズカット（暴力）
- ザ・ラスト・オブ・アス（暴力）
- Thief（暴力、犯罪）
- シャドウ・オブ・ザ・ダムド（暴力）
- The Elder Scrolls V: Skyrim（暴力、犯罪）
- 真 流行り神（犯罪）
- 真 流行り神2（暴力）
- The Last of Us（暴力）
- Saints Row 2（暴力、犯罪）
- saints row: the third（暴力、犯罪）
- Saints Row IV（暴力、犯罪）
- Dishonored（暴力）
- デウスエクス（暴力、犯罪）
- デッドライジング2（暴力、犯罪）
- デッドライジング2 オフ・ザ・レコード（暴力、犯罪）
- デューク ニューケム フォーエバー（暴力）
- トゥームレイダー（暴力）
- トゥーワールド2（暴力）
- CHAOS;CHILD（暴力、犯罪）
- Doom 3: BFG Edition（暴力）
- ノーモア★ヒーローズ レッドゾーンエディション（暴力）
- バイオショック2（暴力）
- ヒットマン：アブソリューション（暴力、犯罪）
- Far Cry 3（暴力、犯罪）
- Far Cry 4（暴力、犯罪）
- F.E.A.R.2 - Project Origin -（暴力）
- F.3.A.R.（暴力）
- Fallout 3（暴力、犯罪）
  - Fallout 3: 追加コンテンツパック（暴力、犯罪）
  - Fallout 3: Game of the Year Edition（暴力、犯罪）
- Fallout: New Vegas（暴力、犯罪）
- Mafia 2（暴力、犯罪）
- Rage（暴力）
- METRO　ラストライト（暴力）
- risen 2（暴力）
- レッド・デッド・リデンプション（暴力、犯罪）
  - レッド・デッド・リデンプション アンデッド・ナイトメア（暴力、犯罪）
- ロリポップチェーンソー PREMIUM EDITION（暴力）- 通常版はCERO：D（17才以上対象）区分
- サイコブレイク（暴力、犯罪）

CERO：D（17才以上対象）版を購入後、DLCでCERO：Z（18才以上のみ対象）がプレイ可能になる。

### PlayStation Portable
新規にCERO：Z（18才以上のみ対象）に指定されたソフト
- アサシン クリード ブラッドライン（暴力、犯罪）
- アーミー オブ ツー: The 40th Day ポータブル（暴力、犯罪）
- コープスパーティー -THE ANTHOLOGY- サチコの恋愛遊戯♥Hysteric Birthday 2U 限定版 （暴力、犯罪）- 通常版はCERO：D（17才以上対象）区分[15]
- グランド・セフト・オートシリーズ（暴力、犯罪）
  - グランド・セフト・オート・リバティーシティ・ストーリーズ
  - グランド・セフト・オート・バイスシティ・ストーリーズ
  - グランド・セフト・オート・チャイナタウンウォーズ

### PlayStation 2
「18才以上対象」から変更されたソフト
- killer7（セクシャル→暴力）
- グランド・セフト・オートシリーズ（暴力、犯罪）
  - グランド・セフト・オートIII
  - グランド・セフト・オート・バイスシティ
- ゲッタウェイシリーズ
  - ゲッタウェイ（犯罪）
  - ゲッタウェイ ブラックマンデー（犯罪→不明）
- TRUE CRIME: STREETS OF L.A.（犯罪）
- DRIV3R（犯罪→不明）
- ヒットマンシリーズ
  - ヒットマン：サイレントアサシン（不明）
  - ヒットマン：コントラクト（恋愛、セクシャル、暴力、犯罪→不明）
- ベルセルク 千年帝国の鷹篇 聖魔戦記の章（恋愛、セクシャル、暴力→不明）
- マックスペイン（不明）
- SIMPLE2000シリーズ
  - THE お姉チャンバラ Vol.61（暴力→不明）
  - THE お姉チャンプルゥ 〜THE姉チャン特別編〜（暴力→不明）

新規にCERO：Z（18才以上のみ対象）に指定されたソフト
- グランド・セフト・オートシリーズ（暴力、犯罪）
  - グランド・セフト・オート・サンアンドレアス
  - グランド・セフト・オート ダブルパック
  - グランド・セフト・オート・リバティーシティ・ストーリーズ
  - グランド・セフト・オート・バイスシティ・ストーリーズ
- ゴッドファーザー（暴力、犯罪）
- DRIVER PARALLEL LINES（暴力、犯罪）

### PlayStation
- グランド・セフト・オート（ゲームアーカイブス）（暴力、犯罪）
- RAINBOW SIX（ゲームアーカイブス）（暴力）

## マイクロソフト ハード

### Xbox Series X/Xbox Series S
いずれも日本語版が正式実装された作品のみ。
- アサシン クリード ヴァルハラ
- アセント
- ウォッチドッグス レギオン
- Gears Tactics
- サイバーパンク 2077
- Chivalry 2
- ダイイングライト2　ステイ ヒューマン
- Chernobylite
- DEADCRAFT

### Xbox One
ディスク版は全タイトルで必ずしも発売されていない（海外版のディスクが必須な場合がある）。海外版のディスクでも日本語設定でプレイ可能。
また、海外のMicrosoft Storeのみで発売された作品は含まない。
- アサシン クリードシリーズ（暴力、犯罪）
  - アサシン クリード IV ブラック フラッグ
  - アサシン クリード ユニティ
  - アサシン クリードⅢ リマスター
  - その他ヴァルハラまでの全作
- ウォッチドッグス（暴力、犯罪）
- ウィッチャー3 ワイルドハント（暴力）
- ウルフェンシュタイン：ザ ニューオーダー （暴力）
- エイリアン アイソレーション（暴力）
- CHAOS;CHILD（暴力、犯罪）[16]
- グランド・セフト・オートV（暴力、犯罪）
- コール オブ デューティ アドバンスド・ウォーフェア（暴力、犯罪）
- コール オブ デューティ ワールドウォーII（暴力）
- Thief（暴力）
- シャドウ・オブ・モルドール（暴力）
- Saints Row IV（暴力、犯罪）
- ディスオナード2（暴力）
- デッドライジング3（暴力、犯罪）
- トゥームレイダー ディフィニティブ エディション（暴力、犯罪）
- Far Cry 4（暴力、犯罪）
- ファークライプライマル（暴力、犯罪）
- マッドマックス（暴力）
- マフィアIII（暴力、犯罪）
- ライズ:サン・オブ・ローマ（暴力）
- サイコブレイク（暴力）

CERO：D（17才以上対象）版を購入後、DLCでCERO：Z（18才以上のみ対象）がプレイ可能になる。
- サイコブレイク2（暴力）
- バイオハザード7 レジデント イービル（暴力、犯罪）

CERO：D（17才以上対象）版と併売。
- バイオハザード RE:2（暴力）

CERO：D（17才以上対象）版と併売。
- バイオハザード RE:3（暴力）

CERO：D（17才以上対象）版と併売。
- バイオハザード ヴィレッジ

CERO：D（17才以上対象）版と併売。
- Prey（暴力）
- We Happy Few
- コール オブ デューティ　ゴーストなどを除くほぼ全作(ただし、Vanguardは日本語版なしだがceroZ)（暴力、犯罪）
- グランド・セフト・オート　トリロジー
- コール・オブ・クトゥルフ
- レアリプレイ（暴力）

### Xbox 360
新規に「CERO：Z（18才以上のみ対象）」へ指定されたソフト
- アサシン クリードシリーズ（暴力、犯罪）
  - アサシン クリード
  - アサシン クリード II
    - アサシン クリード II スペシャルエディション

  - アサシン クリード ブラザーフッド
    - アサシン クリード ブラザーフッド スペシャルエディション

  - アサシン クリード III
- アーミー オブ ツー: The 40th Day（暴力、犯罪）
- アリス マッドネス リターンズ（犯罪）
- ヴァンパイアレイン（暴力）- PS3版『ヴァンパイアレイン：アルタードスピーシーズ』はCERO：D（17才以上対象）区分
- ウォッチドッグス（暴力、犯罪）
- ウィッチャー2（暴力）
- L.A.ノワール（暴力、犯罪）
- キラー・イズ・デッド（暴力）
- The Elder Scrolls V: Skyrim（暴力、犯罪）
- お姉チャンバラvorteX 〜忌血を継ぐ者たち〜（暴力）
- お姉チャンバラZ ～カグラ～（暴力）
- オレンジボックス（ハーフライフ2、ハーフライフ2 エピソード1、ハーフライフ2 エピソード2、Portal、Team Fortress 2）（暴力）
- CHAOS;HEAD NOAH（犯罪）- PSP版はCERO：D（17才以上対象）区分
- キングダムズ オブ アマラー:レコニング（暴力、犯罪）
- Gears of Warシリーズ（暴力）
  - Gears of War
  - Gears of War 2
  - Gears of War 3
- グランド・セフト・オートシリーズ（暴力、犯罪）
  - グランド・セフト・オートIV
  - グランド・セフト・オート・エピソード・フロム・リバティーシティ
  - グランド・セフト・オートIV コンプリート・エディション
  - グランド・セフト・オートV
- ゴッドファーザー（暴力、犯罪）
- コール オブ デューティ ブラックオプス（暴力）
- コール オブ デューティ モダン・ウォーフェア3（暴力）
- コール オブ デューティ ブラックオプス2（暴力）
- コール オブ デューティ アドバンスド・ウォーフェア（暴力、犯罪）
- ザ・ダークネス（犯罪）
- Thief（暴力、犯罪）
- JUST CAUSE ビバ・レボリューション（暴力、犯罪）
- 重鉄騎（暴力）
- シャドウ・オブ・ザ・ダムド（暴力）
- スリーピングドッグス 香港秘密警察（暴力、犯罪）
- Saints Rowシリーズ（暴力、犯罪）
  - Saints Row
  - Saints Row 2
  - Saints Row: The Third
  - Saints Row IV
- ダークセクター（暴力）- PS3版はCERO：D（17才以上対象）」区分
- Dishonored（暴力）
- Deus Ex（暴力）
- デッドライジングシリーズ
  - デッドライジング（暴力）
  - デッドライジング2（暴力、犯罪）
  - デッドライジング2 オフ・ザ・レコード（暴力、犯罪）
- デューク ニューケム フォーエバー（暴力）
- トゥームレイダー（暴力）
- トゥーワールド2（暴力）
- Doom 3: BFG Edition（暴力）
- NINJA GAIDEN 2（暴力）
- ノーモア★ヒーローズ 英雄たちの楽園（暴力）- S3版は「CERO：D（17才以上対象）」区分
- バイオショック2（暴力）
- ヒットマン シリーズ
  - ヒットマン：ブラッドマネー（暴力、犯罪）
  - ヒットマン：アブソリューション（暴力、犯罪）
- Far Cry 3（暴力、犯罪）
- Fableシリーズ（暴力、犯罪）
  - Fable II
  - Fable III
- Fallout 3（暴力、犯罪）
  - Fallout 3: Game of the Year Edition（暴力、犯罪）
- Fallout: New Vegas（暴力、犯罪）
- F.E.A.R.2 - Project Origin -（暴力）
- F.3.A.R.（暴力）
- Borderlands 2（暴力）
- マイト・アンド・マジック エレメンツ（暴力）
- マックス・ペイン3（暴力、犯罪）
- Mafia 2（暴力、犯罪）
- METRO　ラストライト（暴力）
- ライオットアクトシリーズ（暴力、犯罪）
  - ライオットアクト
  - ライオットアクト 2
- ライズ オブ ナイトメア（暴力、犯罪）
- Rage（暴力）
- レッド・デッド・リデンプション（暴力、犯罪）
  - レッド・デッド・リデンプション アンデッド・ナイトメア（暴力、犯罪）
- Left 4 Deadシリーズ（暴力）
  - Left 4 Dead
  - Left 4 Dead 2
- ロリポップチェーンソー PREMIUM EDITION（暴力）- 通常版はCERO：D（17才以上対象）区分
- サイコブレイク（暴力、犯罪）

CERO：D（17才以上対象）版を購入後、DLCにてCERO：Z（18才以上のみ対象）がプレイ可能になる。

#### Xbox Live Arcade 配信ソフト
- デッドライジング2 CASE:0（暴力、犯罪）
- デッドライジング2 CASE:WEST（暴力、犯罪）
- パーフェクトダーク（暴力）
- デューク ニューケム3D（暴力）
- Retro City Rampage（暴力、犯罪）

### Xbox
「18才以上対象」から変更されたソフト
- グランド・セフト・オート ダブルパック（暴力、犯罪）
- DEUS EX: INVISIBLE WAR（不明）
- TRUE CRIME: STREETS OF L.A.（不明）
- NINJA GAIDEN（不明）
- NINJA GAIDEN Black（暴力）
- ヒットマンシリーズ
  - ヒットマン：サイレントアサシン Xboxプラチナコレクション版（不明）
  - ヒットマン：コントラクト（不明）

## セガ ハード
セガハード共に該当ソフトが存在しない。ドリームキャストでは、過去に「18才以上対象」として発売されたソフトもあったが、全てCERO：D（17才以上対象）に変更されている。
1994年11月から、メガドライブ、ゲームギア、メガCD、スーパー32X、セガサターン、ドリームキャストとセガのパソコン用ソフトにおいて、性的な描写や暴力表現を含めたゲームで「X指定」および「年齢制限（推奨年齢18才以上）」とされたソフトも発売されたことがあったが、CEROが設立される前に設けられた独自のレーティングであり、本体およびソフトの製造が中止されたため、審査されていない。

## パソコンゲーム
新規にCERO：Z（18才以上のみ対象）に指定されたソフト
- グランド・セフト・オートIV（暴力、犯罪）
- コール オブ デューティ ブラックオプス（暴力）
- コール オブ デューティ ワールドウォーII
- デッドライジング2（暴力、犯罪）
- デッドライジング2 オフ・ザ・レコード（暴力、犯罪）
- Fable III（暴力、犯罪）